# Aleksandr Chechukov
Aleksandr Chechukov (Omsk, 15 de abril de 1983) é um futebolista profissional russo, que atua como defensor.

## Carrera

### FC Spartak Tambov
Nascido em Omsk, Chechukov se profissionalizou no FC Spartak Tambov em 2000, e atuou apenas em nove partidas.

## Seleção
Chechukov estreou pela Seleção Russa de Futebol, em um amistoso contra Camarões em 2011, foi sua única participação.

## Estatísticas
- Atualizado até 21 de fevereiro de 2015

| Equipe            | Divisão           | Temporada         | Campeonato nacional | Campeonato nacional | Copa nacional | Copa nacional | Competições continentais | Competições continentais | Total | Total |
| Equipe            | Divisão           | Temporada         | Jogos               | Gols                | Jogos         | Gols          | Jogos                    | Gols                     | Jogos | Gols  |
| ----------------- | ----------------- | ----------------- | ------------------- | ------------------- | ------------- | ------------- | ------------------------ | ------------------------ | ----- | ----- |
| Spartak Tambov    | D3                | 2000              | 9                   | 0                   | 0             | 0             | —                        | —                        | 9     | 0     |
| Spartak Tambov    | Total             | Total             | 9                   | 0                   | 0             | 0             | 0                        | 0                        | 9     | 0     |
| Spartak-Orekhovo  | D3                | 2001              | 22                  | 2                   | 2             | 0             | —                        | —                        | 24    | 2     |
| Spartak-Orekhovo  | Total             | Total             | 22                  | 2                   | 2             | 0             | 0                        | 0                        | 24    | 2     |
| Spartak Moscow    | D1                | 2002              | 2                   | 0                   | 0             | 0             | —                        | —                        | 2     | 0     |
| Spartak Moscow    | D1                | 2003              | 2                   | 0                   | 1             | 0             | —                        | —                        | 3     | 0     |
| Spartak Moscow    | Total             | Total             | 4                   | 0                   | 1             | 0             | 0                        | 0                        | 5     | 0     |
| Sokol Saratov     | D2                | 2004              | 36                  | 2                   | 0             | 0             | —                        | —                        | 36    | 2     |
| Sokol Saratov     | Total             | Total             | 36                  | 2                   | 0             | 0             | 0                        | 0                        | 36    | 2     |
| Luch-Energiya     | D2                | 2005              | 21                  | 0                   | 2             | 0             | —                        | —                        | 23    | 0     |
| Luch-Energiya     | D1                | 2006              | 28                  | 1                   | 3             | 1             | —                        | —                        | 31    | 2     |
| Luch-Energiya     | D1                | 2007              | 26                  | 2                   | 0             | 0             | —                        | —                        | 26    | 2     |
| Luch-Energiya     | D1                | 2008              | 10                  | 0                   | 0             | 0             | —                        | —                        | 10    | 0     |
| Luch-Energiya     | Total             | Total             | 85                  | 3                   | 5             | 1             | 0                        | 0                        | 90    | 4     |
| FC Moscow         | D1                | 2008              | 10                  | 0                   | 2             | 0             | 2                        | 0                        | 14    | 0     |
| FC Moscow         | D1                | 2009              | 25                  | 1                   | 4             | 0             | —                        | —                        | 29    | 1     |
| FC Moscow         | Total             | Total             | 35                  | 1                   | 6             | 0             | 2                        | 0                        | 43    | 1     |
| Spartak Moscow    | D1                | 2010              | 23                  | 1                   | 0             | 0             | 6                        | 0                        | 29    | 1     |
| Spartak Moscow    | D1                | 2011–12           | 20                  | 0                   | 4             | 0             | 6                        | 0                        | 30    | 0     |
| Spartak Moscow    | Total             | Total             | 43                  | 1                   | 4             | 0             | 12                       | 0                        | 59    | 1     |
| FC Rostov         | D1                | 2012–13           | 27                  | 0                   | 3             | 0             | —                        | —                        | 30    | 0     |
| FC Rostov         | D1                | 2013–14           | 19                  | 0                   | 1             | 0             | —                        | —                        | 20    | 0     |
| FC Rostov         | Total             | Total             | 46                  | 0                   | 4             | 0             | 0                        | 0                        | 50    | 0     |
| Lokomotiv Moscow  | D1                | 2013–14           | 9                   | 0                   | —             | —             | —                        | —                        | 9     | 0     |
| Lokomotiv Moscow  | D1                | 2014–15           | 10                  | 0                   | 1             | 0             | 0                        | 0                        | 11    | 0     |
| Lokomotiv Moscow  | Total             | Total             | 19                  | 0                   | 1             | 0             | 0                        | 0                        | 20    | 0     |
| Total na carreira | Total na carreira | Total na carreira | 299                 | 8                   | 23            | 1             | 14                       | 0                        | 336   | 9     |

## Títulos
Lokomotiv Moscow
- Copa da Rússia: 2014–15